# Pico-Robertson

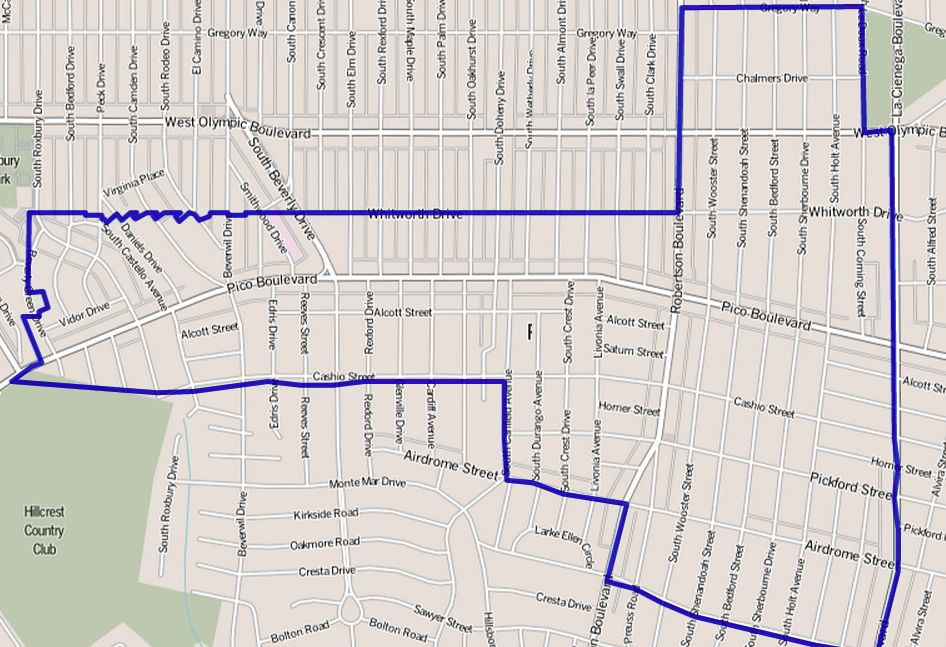
Pico-Robertson

Pico-Robertson ist ein Viertel der Millionenstadt Los Angeles. Es ist ein Zentrum des Judentums in Los Angeles.

## Lage
Pico-Robertson liegt in der Planungsregion West Los Angeles und in der Westside des Los Angeles County. Das Viertel, das grob die Form eines liegenden Ts hat, grenzt an die Stadtteile Beverly Grove, Beverlywood, Carthay, Century City, Cheviot Hills und Mid-City, sowie im Norden an die Stadt Beverly Hills. Von West nach Ost führt der Pico Boulevard und von Nord nach Süd der Robertson Boulevard durch den Stadtteil.

## Bevölkerung
In Robertson-Pico leben knapp 22.300 Personen. 67,8 % der Einwohner stuften sich als Weiße ein. 69,7 % der Bewohner von Pico-Robertson wurden in den Vereinigten Staaten geboren. Unter den außerhalb der USA Geborenen kamen 25,6 % im Iran und 10,7 % in Israel zur Welt.

## Judentum
Bereits um 1890 begannen Aschkenasim aus Deutschland, sich im Westen von Los Angeles anzusiedeln (das Zentrum des Judentums befand sich damals allerdings eher im Gebiet von Boyle Heights), und wanderten im frühen 20. Jahrhundert in den Fairfax District. Nach dem Zweiten Weltkrieg zog das Viertel verstärkt jüdische Einwanderer an. Es war vor allem für Beschäftigte in der Filmindustrie interessant, da die Studios von 20th Century Fox in der Nähe liegen. Pico-Robertson wurde nach dem Krieg eng bebaut, was zu einer hohen Spaziergängerfreundlichkeit beitrug. Die damit verbundene Nähe von Wohn- und Geschäftsgebäuden machte das Viertel besonders attraktiv für Orthodoxe, da sie am Sabbath nur beschränkt gehen dürfen. Die sich nach dem Krieg ansiedelnden Juden waren vor allem Überlebende des Holocaust aus Europa, die ihre traditionellere Lebensweise und Religion mitbrachten. In den 1980ern kam es zum weiteren Zuzug von Orthodoxen und von persischen Juden, die vor der Revolution im Iran geflohen waren. Pico-Robertson wurde damit zum spirituellen Zentrum der Angeleno-Juden. Wegen der Konzentration persischer Juden, die nur in Tel Aviv und Tehran in vergleichbaren Zahlen vorkommen, wird Pico-Robertson auch als Teil von Tehrangeles betrachtet.
Der Stadtteil Pico-Robertson ist heute von kosheren Restaurants und religiösen Versammlungsstätten des Judentums geprägt. Selbst die aktive Ölquelle an der Kreuzung des Pico Boulevard und des Doheny Drive wurde in den 1960ern äußerlich angepasst und erinnert an eine fensterlose Synagoge. Wandbilder zeigen jüdische Themen und selbst Graffiti sind zum Teil in Hebräisch geschrieben. Das hiesige Judentum ist vielfältig mit Aschkenasim, einem wachsenden Anteil von Sephardim und anderen Formen des Judentums. Das Simon Wiesenthal Center und das Museum der Toleranz haben ihre Standorte in Pico-Robertson.